# 臺北市網球中心
臺北市網球中心（Taipei Tennis Center）是位於台北市內湖區網球中心。2017臺北世界大學運動會網球項目於本場館舉行。

## 大事記
- 2013年：由簡學義建築師設計[1]。
- 2014年：7月13日，台北市市長郝龍斌宣布，將以新台幣35億元為興建經費（後經台北市議會刪減為11億元，歷經多次流標後調整至17億元），在5.12公頃位於台北市內湖區國防醫學院對面的寶湖國中小預定地（民權東路六段、民權東路六段206巷、民權東路六段210巷和民權東路六段206巷121弄間區域）興建台北網球中心[2]。
- 2014年：12月17日，由春原營造得標施工。
- 2015年：1月15日動工，1月28日通過建築執照審核，4月28日完成基樁工程。
- 2017年：於6月9日啟用，[3]承包經營單位是匯陽百貨事業股份有限公司。建築設計獲得2017年台灣建築獎首獎[4]。

## 場地規格
- 2樓：體適能中心、TRX教室、飛輪教室、舞蹈教室、室外主球場、室內網球場、室內羽球場
- 1樓：室外1-10號網球場、汽車停車場
- B1：機車停車場

## 賽事
- 2017台塑盃國際男女職業網球錦標賽（世大運測試賽）
- 2017臺北世界大學運動會網球項目
- 《傳說對決》2018夏季職業聯賽冠軍賽
- 2018 台維斯盃
- 2018 台塑盃國際男/女子職業網球錦標賽
- 2019 華國三太子國際男子網球挑戰賽
- 2019 ITF 亞洲U12團體錦標賽
- 2019 台塑盃國際男女職業網球錦標賽
- 2019 傳說對決GCS春季總冠軍賽
- 2020 傳說對決夏季職業聯賽冠軍賽

## 交通資訊
捷運：

 文湖線：葫洲站轉藍36、民權幹線、617

 板南線：昆陽站轉藍36
 民生汐止線 ：上灣子站(SB08)(規劃中)

公車：

國防醫學院、民權敦品：284直、617、645、645副、903、藍36、紅32
YouBike：

臺北市網球中心。

## 外部連結
- 2017年夏季世界大學生運動會場館分布圖(2017 Summer Universiade Map of Venues) (Google Map)
- 臺北市網球中心官網 （页面存档备份，存于）
- 臺北市網球中心—臺北市政府體育局[]
- 臺北市網球中心的Facebook專頁